# Matthew Michael Carnahan
Matthew Michael Carnahan (Port Huron, Michigan) amerikai forgatókönyvíró és filmrendező.

## Pályafutása
2007-ben kezdte pályáját A királyság és a Gyávák és hősök forgatókönyvével, utóbbinak egyben az egyik producere is. Elkövetkezendő munkái között szerepel a BBC televíziós drámasorozata, a State of Play filmváltozatának megírása és a White Jazz című regény adaptálása.
Carnahan nemzetközi kapcsolatokból és politikatudományokból szerzett diplomát.
Bátyja Joe Carnahan rendező-forgatókönyvíró, aki a Narkó és a Füstölgő ászok című filmeket jegyzi. Carnahan jelenleg Chicagóban él.